# Salvation Mountain

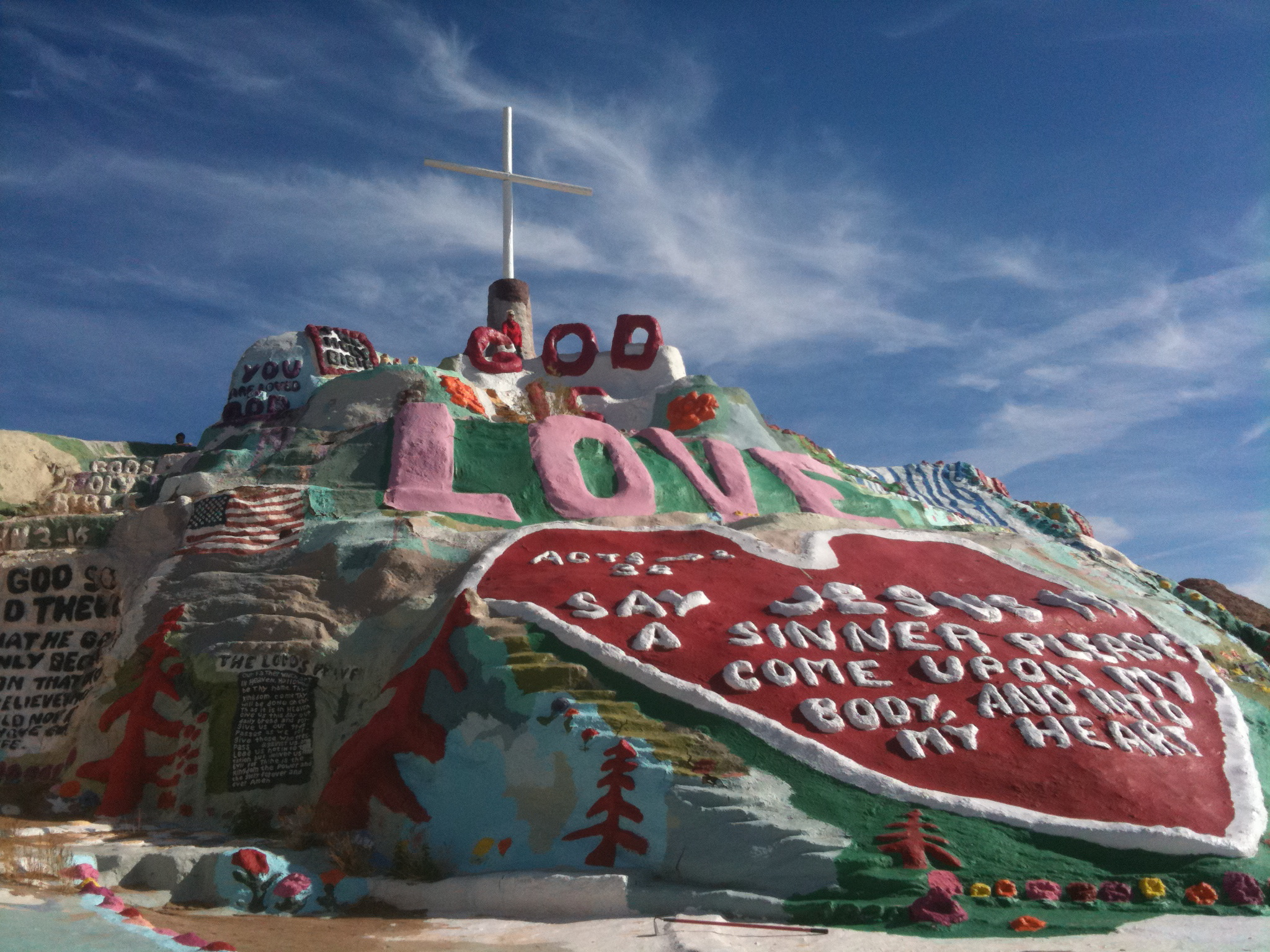
Salvation Mountain

Salvation Mountain (it.: Monte della salvezza) è una colorata montagna artificiale che si trova a Slab City, una comunità libera dal sistema capitalista, a sud del deserto della California ed a nord di Calipatria.
La montagna è realizzata con ogni tipo di materiale, come paglia, mattoni, pneumatici scartati, parti di automobile e migliaia di litri di vernice. È decorata con fiori, cuori e simboli religiosi. Leonard Knight, autore dell'opera, decise di dedicare la sua vita a Dio, ergendo una sorta di totem dedicato all'Amore e a Gesù. Knight risiedeva ai piedi della montagna, vivendo nella sua macchina a fianco di un villaggio costituito da camper, roulotte e autobus; accogliendo turisti provenienti da tutto il mondo.
La Folk Art Society of America lo ha dichiarato "un sito di arte popolare degno di conservazione e protezione" nell’anno 2000. In un discorso al Congresso degli Stati Uniti del 15 maggio 2002, la senatrice della California Barbara Boxer lo ha descritto come "una scultura unica e visionaria... un tesoro nazionale... profondamente strano e meravigliosamente accessibile, degno del riconoscimento internazionale che riceve".
Nel dicembre 2011, l'ottantenne Knight è stato ricoverato per demenza in una struttura di assistenza a lungo termine a El Cajon. Leonard Knight è morto il 10 febbraio 2014 a El Cajon. Ha potuto visitare Salvation Mountain per l'ultima volta nel maggio 2013; la visita è stata registrata da KPBS (TV).
Nel 2012 sono state sollevate delle preoccupazioni per il futuro del sito, che richiede una manutenzione costante a causa del rigido ambiente desertico. Molti visitatori hanno donato vernice al progetto e un gruppo di volontari ha lavorato per proteggere e mantenere il sito. Nel febbraio 2011, una fondazione di beneficenza pubblica, Salvation Mountain Inc., è stata istituita per sostenere il progetto. Nel 2013, la Fondazione Annenberg ha donato 32.000 dollari alla Salvation Mountain Inc. per materiali e attrezzature per "migliorare la sicurezza e rafforzare le operazioni". Un articolo del 2014 affermava che Salvation Mountain Inc. era gestita dai nove volontari membri del suo consiglio. A partire dal 2020, l'ente di beneficenza è ancora attivo e ha disposto la chiusura della Salvation Mountain per alcuni mesi durante la Pandemia di COVID-19.

## Formazione
Knight è nato il 1º novembre 1931, fuori Burlington, nel Vermont, e aveva prestato servizio nella guerra di Corea. Negli anni '70, Knight ebbe l'idea di dipingere la “Preghiera del Peccatore” su una mongolfiera - scrivendo "DIO È AMORE" in rosso vivo su un tessuto bianco. Ne costruì una con pezzi di stoffa trapuntata e una stufa, ma non volò. Nel 1984, Knight aveva scoperto Slab City - un comune di passaggio e abitato da pensionati - dove decise di lasciare un "piccolo monumento" di cemento e pittura. In cinque anni il progetto è cresciuto.
L'attuale Salvation Mountain è in realtà la seconda costruzione ad occupare il sito; Knight ha iniziato la prima Salvation Mountain nel 1984, utilizzando metodi di costruzione altamente instabili che hanno causato il crollo della montagna nel 1989. Knight non si è scoraggiato; piuttosto lo vedeva come il modo con cui Dio gli faceva sapere che la Montagna non era sicura. Ha iniziato a lavorare sull'attuale Salvation Mountain "con più intelligenza", con materiali e ingegnerie migliori, tra cui argilla mescolata con paglia. Dopo il completamento, la "montagna" era alta diversi piani ed era larga circa un centinaio di metri.
Nel 1998, Knight voleva espandere la montagna. Raccolse idee dai Navajo che si stabilirono nell'area intorno alla Salvation Mountain. I loro siti archeologici ispirarono Knight e iniziò così a creare la tradizionale dimora dei Navajo (Hogan). È una struttura a cupola fatta di argilla e paglia che isola dal calore. Knight intendeva viverci, anche se preferiva sempre vivere in una baracca sul retro del suo camion, e lo fece per 27 anni. Per un lungo periodo è stato aiutato con il progetto da un amico, Bill Ammon ("Builder Bill"), di Slab City.
Knight era noto per offrire tour gratuiti a tutti i visitatori di Salvation Mountain. Un articolo su Leonard Knight affermava che era un "artista folk americano visionario" il cui messaggio era "amore incondizionato per l'umanità". Knight "è arrivato accidentalmente... ma ha subito riconosciuto l'opportunità di continuare il suo messaggio evangelico su larga scala. Ha fatto una montagna a mani nude. Leonard ha costruito Salvation Mountain".

## Anni successivi
Knight iniziò anche un'altra formazione, quello che amava chiamare "il museo". È stato modellato sul progetto della mongolfiera semi-gonfiata che Knight cercò di creare prima di Salvation Mountain; il pallone è ora in mostra all'American Visionary Art Museum. Il museo è una struttura a semicupola nella montagna che contiene diversi piccoli oggetti donatigli da amici e visitatori. Ogni oggetto ha un significato e, il più delle volte, i visitatori cercano la Salvation Mountain per pregare e lasciano un oggetto sulla montagna come simbolo del donarsi a Dio. Il museo è sorretto da argilla e paglia, ma anche da parti di automobili e un groviglio di alberi che si attorcigliano all'interno della cupola e raggiungono la cima.
Negli ultimi dieci anni della sua vita, Knight ha progettato di ridipingere la montagna due volte l'anno per assicurarsi che lo strato di vernice fosse molto spesso. Non è stato in grado di continuare a farlo a causa di un infortunio riportato nel 2011. Successivamente, è stato istituito un ente di beneficenza pubblico, Salvation Mountain Inc., per continuare questo mantenimento e, dal 2020, è ancora operativo.
Leonard Knight è apparso in “Into the Wild” di Sean Penn, uscito nel 2007. Knight è morto nel 2014. Un necrologio di Knight ha dichiarato che "ha trascorso quasi 30 anni a costruire la montagna colorata... Costruita in argilla e vernice regalata, Knight e Riddle hanno lavorato sulla montagna tutto il giorno, tutti i giorni. Ha persino dormito alla base della montagna sul retro di un camioncino, senza elettricità o acqua corrente mentre Riddle tornava a casa per vivere nelle stesse condizioni con la sua famiglia sull'autobus”.
Un articolo del National Geographic pubblicato dopo la morte di Knight ha fornito questa visione sul creatore di Salvation Mountain: "Un visionario... Leonard ha lavorato oltre il nostro concetto di tempo, lentamente e metodicamente senza mai allontanarsi dal suo cammino. Il suo unico scopo in questo sforzo era quello di diffondere il messaggio che "Dio è amore ". Lo ha condiviso con tutti coloro che sono venuti alla montagna..."
Secondo un rapporto del 2020, l’opera è ancora considerata come un pezzo d'arte religiosa popolare alta 50 piedi e, per Slab City, "un fulcro non ufficiale per la comunità e l'identità creativa anarchica dell'area".

## Problemi di tossicità della vernice
Nel luglio 1994, la Contea Imperiale assunse uno specialista dei rifiuti tossici per testare i terreni intorno alla Salvation Mountain, con risultati che mostrarono alti livelli di tossicità da piombo. Knight e i suoi sostenitori raccolsero le firme per un secondo test da far eseguire ad un gruppo di specialisti di sua scelta. Quel test è risultato negativo, supportando l'affermazione di Knight, secondo cui ha usato vernici non tossiche e che non c'erano tossine nel terreno.

## Apparizione sui media
Nel 2008, la band Third Day ha pubblicato l'album Revelation, che conteneva una rappresentazione artistica di Salvation Mountain come immagine di copertina dell'album. Le note di copertina di Revelation affermano che la copertina dell'album è "un'interpretazione artistica" di Salvation Mountain.
Huell Howser fece due interviste a dieci anni di distanza per la sua serie California's Gold. Nella seconda intervista, descrisse le modifiche apportate dalla prima.
La visionaria montagna è apparsa sulle copertine degli album ...and the Circus Leaves Town e Muchas Gracias: The Best of Kyuss degli Kyuss, inoltre appare nel film Into the Wild - Nelle terre selvagge, nel gioco Grand Theft Auto V della Rockstar Games, nei video musicali di Figli di papà (2016) di Sfera Ebbasta, Praying (2017) di Kesha e Birds della band britannica Coldplay (2015).